# بروسيا الغربية

بروسيا الغربية

بروسيا الغربية (بالألمانية: Westpreußen ، بالبولندية :Prusy Zachodnie) مقاطعة تابعة لمملكة بروسيا من 1773 حتى 1824 و من 1878 حتى 1918.

## أعلام
- هانز جولنيك
- غوستاف كوهن
- فريدريك غروف
- رودولف أرندت
- إبراهام عيسو